# قائمة أعمال ابن حزم
إن مجموعة أعمال ابن حزم، الفقيه الأندلسي غزير الإنتاج، والشاعر ، وكاتب التاريخ الديني [الإنجليزية]، واسعة النطاق. ويقال إنه كتب أكثر من 400 كتاب.

## الأعمال

### حسب رواية الذهبي
ويورد الذهبي قائمة بأعمال ابن حزم على النحو التالي:
| العنوان                                                              | التاريخ | الملاحظات                                      |
| -------------------------------------------------------------------- | ------- | ---------------------------------------------- |
| الإيصال إلى فهم كتاب الخصال                                          |         | 15000 صفحة                                     |
| الخصال الحافظ لجمل شرائع الإسلام                                     |         | في مجلدين                                      |
|                                                                      |         | في مجلدين                                      |
| المحلى بالآثار                                                       |         | في ثمانية مجلدات                               |
| حجة الوداع                                                           |         | في مجلد واحد، إعادة سرد خطوة بخطوة لحجة الوداع |
| قسمة الخمس في الرد على إسماعيل القاضي                                |         | في مجلد واحد                                   |
| الآثار التي ظاهرها التعارض ونفي التناقض عنها                         |         | في 10000 ورقة، غير مكتمل                       |
| الجامع في صحيح الحديث                                                |         | بدون سند (سلاسل انتقال)                        |
| التلخيص والتخليص في المسائل النظرية                                  |         |                                                |
| ما انفرد به مالك وأبو حنيفة والشافعي                                 |         |                                                |
| اختلاف الفقهاء الخمسة مالك، وأبي حنيفة، والشافعي، وأحمد، وداود       |         |                                                |
| التصفح في الفقه                                                      |         | في مجلد واحد                                   |
| التبيين في هل علم المصطفى أعيان المنافقين                            |         | في 3 مجلدات ضخمة                               |
| الإملاء في شرح الموطأ                                                |         | في 1000 ورقة                                   |
| الإملاء في قواعد الفقه                                               |         | في 1000 ورقة                                   |
| در القواعد في فقه الظاهرية                                           |         | في 1000 ورقة                                   |
| مراتب الإجماع                                                        |         | في مجلد واحد صغير                              |
| الفرائض                                                              |         | في مجلد واحد                                   |
| الرسالة البلقاء في الرد على عبد الحق بن محمد الصقلي                  |         | في مجلد واحد صغير                              |
| الإحكام في أصول الأحكام                                              |         | في مجلدين                                      |
| الفصل في الملل والأهواء والنحل                                       |         | في مجلدين ضخمين                                |
| الرد على من اعترض على الفصل                                          |         | في مجلد واحد                                   |
| اليقين في نقض تمويه المعتذرين عن إبليس وسائر المشركين                |         | في مجلد واحد ضخم                               |
| الرد على ابن زكريا الرازي                                            |         | في 000 ورقة                                    |
| الترشيد في الرد على كتاب الفريد لابن الراوندي في اعتراضه على النبوات |         | في مجلد واحد                                   |
| الأخلاق والسير في مداواة النفوس                                      |         | تُرجم للإنجليزية                                |
| طوق الحمامة                                                          |         | تُرجم للإنجليزية                                |
| الرد على من كفر المتأولين من المسلمين                                |         | في مجلد واحد                                   |
| مختصر في علل الحديث                                                  |         | في مجلد واحد                                   |
| التقريب لحد المنطق بالألفاظ العامية                                  |         | في مجلد واحد                                   |
| الاستجلاب                                                            |         | في مجلد واحد                                   |
| نسب البربر                                                           |         | في مجلد واحد                                   |
| مراتب العلوم                                                         |         |                                                |
| نقط العروس                                                           |         | في مجلد واحد صغير                              |

### روايات أخرى
وقد نُسبت إلى ابن حزم أيضًا أعمال أخرى. أبو عبد الرحمن بن عقيل الظاهري، وهو كاتب سيرة ابن حزم في العصر الحديث، نسب إلى ابن حزم رسالة في تفسير الآية 94 من سورة يونس في القرآن الكريم ، بالإضافة إلى شرح للأديان العالمية المختلفة، على الرغم من أن إحسان عباس يذكر أن الإشارة إلى هذه الأعمال يصعب العثور عليها. لابن عقيل عملين كبيرين يغطيان تأثير أعمال ابن حزم الشائعة ويسجلان نوادرها، وهما: ابن حزم خلال ألفاظ العامة ونوادر الإمام ابن حزم.

## ملحوظات
1. ↑  Scheindlin, p. 333
2. ↑  G. F. Haddad. "Ibn Hazm". sunnah.org. مؤرشف من الأصل في 2020-02-22. اطلع عليه بتاريخ 2008-05-31.
3. ↑  Ibn Hazm al-Andalusi. "Morals and Behaviour: (Al-Akhlâq wa'l-Siyar)". Muslimphilosophy.com. مؤرشف من الأصل في 2024-07-09. اطلع عليه بتاريخ 2010-09-12.
4. ↑  "Homepage Tawq". Bc.ub.leidenuniv.nl. مؤرشف من الأصل في 2010-03-02. اطلع عليه بتاريخ 2010-03-04.
5. ↑  Jose Miguel Puerta Vilchez, "Inventory of Ibn Hazm's Works." Taken from Ibn Hazm of Cordoba: The Life and Works of a Controversial Thinker, pgs. 689 and 716. Eds. Camilla Adang، ماريبيل فييرو and زابينه شميتكه. Volume 103 of Handbook of Oriental Studies. Section 1 The Near and Middle East. لايدن: دار بريل للنشر, 2012. (ردمك 9789004234246)
6. ↑  Samir Kaddouri, "Refutations by Maliki Authors." Taken from Ibn Hazm of Cordoba, pg. 597.
7. ↑  Jose Miguel Puerta Vilchez, "Inventory of Ibn Hazm's Works." Taken from Ibn Hazm of Cordoba, pg. 733.